# Liriomyza cortesi
Liriomyza cortesi är en tvåvingeart som beskrevs av Spencer 1982. Liriomyza cortesi ingår i släktet Liriomyza och familjen minerarflugor. Inga underarter finns listade i Catalogue of Life.